# پونی کوچولوی من: دختران اکواستریا
پونی کوچولوی من: دختران اکواستریا (به انگلیسی: My Little Pony: Equestria Girls) که به سادگی به عنوان دختران اکواستریا شناخته می‌شود، یک خط تولید عروسک‌های فشن و یک فرنچایز رسانه‌ای است که در سال ۲۰۱۳ توسط شرکت آمریکایی هاسبرو به عنوان یک اسپین‌آف از راه‌اندازی مجدد خط اسباب‌‌بازی‌های پونی کوچولوی من در سال ۲۰۱۰ و مجموعه تلویزیونی دوستی معجزه است راه‌اندازی شده است. دختران اکواستریا نسخه‌های انسان‌انگاری از شخصیت‌های پونی کوچولوی من از آن دوره را به تصویر می‌کشد؛ مشابه با پونی کوچک من که بدن و یالی رنگارنگ دارد، رنگ‌های پوست و موی غیرانسانی را به نمایش می‌گذارد و در عین حال نمادهای جالب‌توجه (علامتی که روی پهلو قرار دارد) شخصیت‌های پونی را در لباس‌های خود به کار می‌گیرد. این فرنچایز شامل خطوط مختلف عروسک، پیوندهای رسانه‌ای و کالاهای مجوزدار است.
علاوه بر اسباب‌بازی‌های هاسبرو، السپارک انیمیشن (که قبلاً تحت نام استودیوهای هاسبرو شناخته می‌شد)، یک زیرمجموعه از هاسبرو، آثار انیمیشنی مرتبط را شامل چهار فیلم، هشت ویژه‌برنامه تلویزیونی و چندین مجموعه پویانمایی کوتاه تولید کرده است.
تنظیمات دختران اکواستریا به عنوان یک همتای موازی با جهان اصلی اکواستریا در نسخه ۲۰۱۰ پونی کوچولوی من معرفی شده است، که پر از نسخه‌های انسان‌نما از شخصیت‌های این برند است. مواد بازاریابی هاسبرو آنها را به عنوان «دانش‌آموزان تمام‌وقت و دختران پونی جادویی نیمه‌وقت» توصیف کرده است.